# Luke Durbridge
Luke Durbridge (Greenmount, 9 de abril de 1991) es un deportista australiano que compite en ciclismo en las modalidades de ruta y pista.
En carretera obtuvo siete medallas en el Campeonato Mundial de Ciclismo en Ruta entre los años 2010 y 2022.
Ganó una medalla de oro en el Campeonato Mundial de Ciclismo en Pista de 2011, en la prueba de persecución por equipos.

## Medallero internacional
| Campeonato Mundial | Campeonato Mundial        | Campeonato Mundial | Campeonato Mundial              |
| Año                | Lugar                     | Medalla            | Competición                     |
| ------------------ | ------------------------- | ------------------ | ------------------------------- |
| 2010               | Melbourne (Australia)     | Medalla de plata   | Contrarreloj sub-23             |
| 2011               | Copenhague (Dinamarca)    | Medalla de oro     | Contrarreloj sub-23             |
| 2012               | Valkenburg (Países Bajos) | Medalla de bronce  | Contrarreloj por equipos        |
| 2013               | Florencia (Italia)        | Medalla de plata   | Contrarreloj por equipos        |
| 2014               | Ponferrada (España)       | Medalla de plata   | Contrarreloj por equipos        |
| 2016               | Doha (Catar)              | Medalla de bronce  | Contrarreloj por equipos        |
| 2022               | Wollongong (Australia)    | Medalla de bronce  | Contrarreloj por relevos mixtos |

| Campeonato Mundial | Campeonato Mundial       | Campeonato Mundial | Campeonato Mundial      |
| Año                | Lugar                    | Medalla            | Competición             |
| ------------------ | ------------------------ | ------------------ | ----------------------- |
| 2011               | Apeldoorn (Países Bajos) | Medalla de oro     | Persecución por equipos |

## Palmarés

### Ruta
| 2010 - 2.º en el Campeonato Mundial Contrarreloj sub-23 2011 - Campeonato Mundial Contrarreloj sub-23 - Chrono Champenois 2012 - Campeonato de Australia Contrarreloj - Circuito de la Sarthe, más 1 etapa - 1 etapa del Critérium del Dauphiné - Tour de Poitou-Charentes, más 1 etapa - Dúo Normando (junto a Svein Tuft) 2013 - Campeonato de Australia Contrarreloj - Campeonato de Australia en Ruta - 1 etapa del Circuito de la Sarthe - Dúo Normando (junto a Svein Tuft) 2014 - 2.º en el Campeonato de Australia Contrarreloj - Campeonato Oceánico en Ruta 2016 - Dúo Normando (junto a Svein Tuft) | 2017 - 2.º en el Campeonato de Australia Contrarreloj - 1 etapa de los Tres Días de La Panne 2018 - 2.º en el Campeonato de Australia Contrarreloj 2019 - Campeonato de Australia Contrarreloj 2020 - Campeonato de Australia Contrarreloj 2021 - 2.º en el Campeonato de Australia Contrarreloj 2022 - 2.º en el Campeonato de Australia Contrarreloj 2023 - 2.º en el Campeonato de Australia Contrarreloj 2025 - Campeonato de Australia en Ruta |

### Pista
2009
- Campeonato de Australia en persecución por equipos (con Cameron Meyer, Travis Meyer y Michael Freiberg)

2010
- Copa del Mundo de Melbourne (Australia) en persecución por equipos (con Cameron Meyer, Rohan Dennis y Micahel Hepburn)
- Copa del Mundo de Pekín (China) en persecución por equipos (con Leigh Howard, Cameron Meyer y Michael Hepburn)

2011
- Campeonato Mundial Persecución por Equipos (con Jack Bobridge, Rohan Dennis y Michael Hepburn)
- Campeonato de Australia de Puntuación

## Resultados en Grandes Vueltas y Campeonatos del Mundo
Durante su carrera deportiva ha conseguido los siguientes puestos en las Grandes Vueltas y Campeonatos del Mundo:
| Carrera              | Carrera              | 2010 | 2011 | 2012 | 2013  | 2014 | 2015  | 2016  | 2017 | 2018  | 2019  | 2020 | 2021  | 2022  | 2023  | 2024  | 2025  |
| -------------------- | -------------------- | ---- | ---- | ---- | ----- | ---- | ----- | ----- | ---- | ----- | ----- | ---- | ----- | ----- | ----- | ----- | ----- |
|                      | Giro de Italia       | —    | —    | —    | 142.º | Ab.  | 109.º | —     | —    | —     | 78.º  | —    | —     | —     | —     | —     | —     |
|                      | Tour de Francia      | —    | —    | —    | —     | —    | 151.º | 112.º | Ab.  | 118.º | 109.º | —    | 100.º | Ab.   | 130.º | 123.º | 137.º |
|                      | Vuelta a España      | —    | —    | —    | —     | —    | —     | —     | —    | —     | —     | —    | —     | 112.º | —     | —     | —     |
| Mundial en Ruta      | Mundial en Ruta      | —    | —    | —    | —     | —    | Ab.   | Ab.   | Ab.  | —     | Ab.   | Ab.  | Ab.   | Ab.   | Ab.   | —     | —     |
| Mundial Contrarreloj | Mundial Contrarreloj | —    | —    | 21.º | —     | —    | 20.º  | 18.º  | —    | —     | 13.º  | 15.º | —     | —     | —     | —     | —     |

| —: No participó | Ab: Abandono |

## Equipos
- Jayco (2010-2011)
  - Team Jayco-Skins (2010)
  - Team Jayco-AIS (2011)
- Orica/Mitchelton/BikeExchange (2012-)
  - Orica-GreenEDGE (2012-2016)
  - Orica-BikeExchange (2016)
  - Orica-Scott (2017)
  - Mitchelton-Scott (2018-2020)
  - Team BikeExchange (2021)
  - Team BikeExchange-Jayco (2022)
  - Team Jayco AlUla (2023-)